# Fontanna Maksymiliana

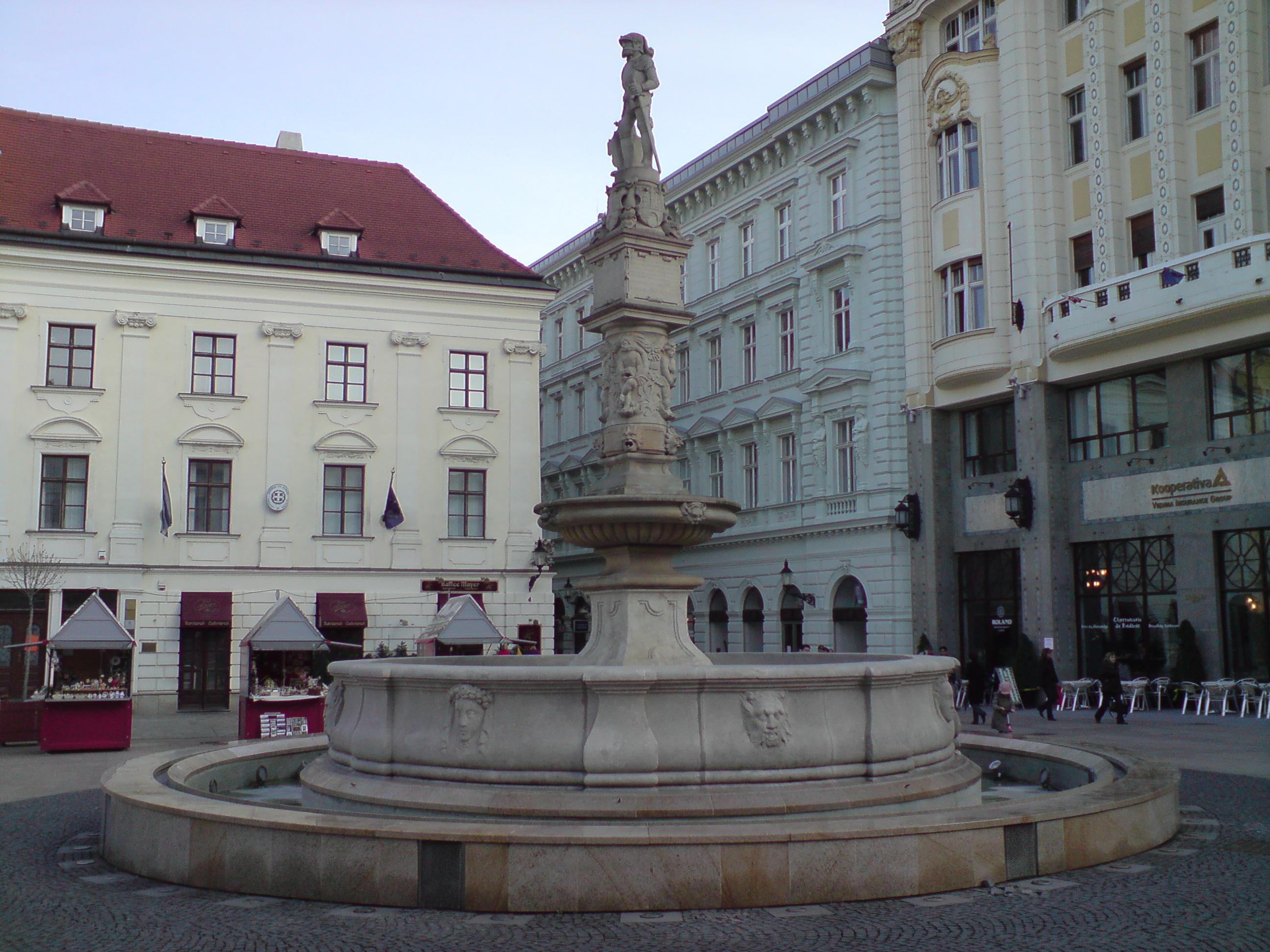
Fontanna Maksymiliana

Fontanna Maksymiliana (słow. Maximiliánova fontána) – najstarsza i najbardziej rozpoznawalna fontanna na Starym Mieście w Bratysławie. Inną jej spotykaną nazwą jest fontanna Rolanda.
Fontanna składa się ze zbiornika wodnego o średnicy 9 metrów, oraz 10,5 metrowego pomnika zlokalizowanej w centrum zbiornika, przedstawiającego Maksymiliana II Habsburga w zbroi.

## Historia
Została ona wybudowana w roku 1572 przez Ondreja Luttringera dla upamiętnienia koronacji Maksymiliana II Habsburga na króla Węgier.
W połowie XVIII wieku fontanna została przeprojektowana z zachowaniem jej niektórych starszych fragmentów. Podwyższono pomnik i osadzono go na środku powiększonego kamiennego zbiornika. 
Fontanna kilkakrotnie ulegała zniszczeniu podczas wojen i pożarów. Jedynie rzeźba króla Maksymiliana zachowała się w oryginalnej formie.